# Завада-Ксьонженца
Завада-Ксьонженца (пол. Zawada Książęca, нім. Herzoglich Zawada) — село в Польщі, у гміні Нендза Рациборського повіту Сілезького воєводства.
Населення — 789 осіб (2011).
У 1975-1998 роках село належало до Катовицького воєводства.

## Демографія
Демографічна структура станом на 31 березня 2011 року:
|          | Загалом | Допрацездатний вік | Працездатний вік | Постпрацездатний вік |
| -------- | ------- | ------------------ | ---------------- | -------------------- |
| Чоловіки | 385     | 52                 | 281              | 52                   |
| Жінки    | 404     | 49                 | 256              | 99                   |
| Разом    | 789     | 101                | 537              | 151                  |